# Контакт (зближувально-стикувальна система)

Пасивний стикувальний вузол Місячного корабля

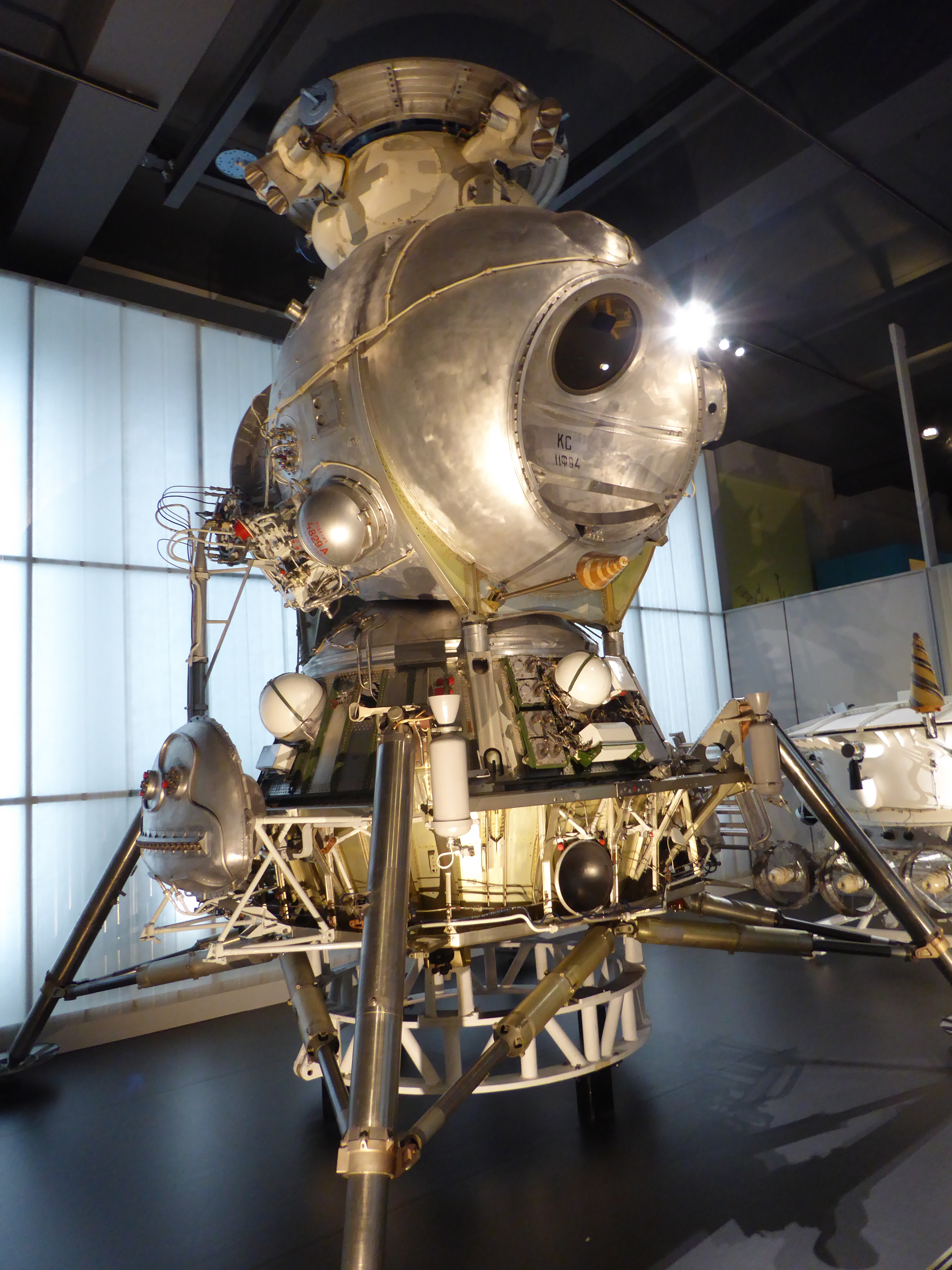
Місячний посадковий апарат ЛК-3, який пристикувався б до "Союзу Контакт". Стиковка буде з плоскою пластиною вгорі

Контакт — система зближення та стикування, розроблена для використання в рамках проекту висадки радянського космонавта на Місяць.
У рамках програми Н1-Л3 для стикування місячного орбітального корабля з місячним кораблем розроблялася радіотехнічна система зближення та стикування «Контакт». У 1970 році для проведення випробувань цієї системи в умовах реального космічного польоту на орбіті навколо Землі почалася підготовка до запуску двох пілотованих космічних кораблів «Союз» типу 7К-ОК.
Після виведення на орбіту кораблі повинні були провести маневри за взаємною пошуку та зближення, зістикуватися і якийсь час здійснювати спільний політ. Потім розстикуватися і приземлитися.
Політ Союза-9 показав готовність кораблів, екіпажів та техніки до тривалих польотів.
Наступні чотири кораблі 7К-ОК (№ 18-21) передбачалося використовувати, запускаючи попарно, для відпрацювання на навколоземній орбіті системи стикування «Контакт», що розроблялися для стикування ЛОК з ЛК на орбіті Місяця за програмою Н1-Л3. Машини № 18 і № 19 були вже виготовлені, а № 20 та № 21 знаходилися у виробництві. Завершували підготовку та екіпажі. Однак через затримку робіт як по «Контакту», так і в цілому за програмою Н1-Л3, а також через загибель екіпажу «Союзу-11», у вересні 1971 року було прийнято рішення відмовитися від цих польотів. Чотири незатребуваних кораблі 7К-ОК були розібрані і разом з наявним доробком частково використані для виготовлення наступних «Союзів».
До польоту на «активному» кораблі готувалися Анатолій Васильович Філіпченко, Георгій Михайлович Гречко та їх дублери — Воробйов Лев Васильович та Яздовський Валерій Олександрович.
Основний екіпаж «пасивного» корабля — Георгій Тимофійович Добровольський і Віталій Іванович Севастьянов, дублюючий — Василь Лазарев і Олег Макаров.
Однак система «Контакт» постійно допрацьовувалася, з цієї причини відкладалися і старти кораблів. До початку 1971 року стало ясно, що «Контакт» найближчим часом не буде застосовуватися на космічних апаратах. Для стикування же транспортних кораблів «Союз» з довготривалими орбітальними станціями (ДОС) була обрана система «Ігла» і стикувальні вузли типу «штир — конус».
У зв'язку з цим польоти за програмою «Союз-Контакт» в січні 1971 року були скасовані.